# Jericho (New York)
Pour les articles homonymes, voir Jéricho (homonymie).
Jericho est une census-designated place de l'État américain de New York, située dans le comté de Nassau. Selon le recensement de 2010, sa population est de 13 567 habitants.

## Personnalités
- Reyna Marroquín (1941-1969), Salvadorienne assassinée aux États-Unis, y a été tuée.
- Madison Beer (1999-), mannequin et actrice y est née.